# Águas Mornas
Águas Mornas è un comune del Brasile nello Stato di Santa Catarina, parte della mesoregione della Grande Florianópolis e della microregione di Tabuleiro.
La cittadina è famosa per le sue acque termali che emergono dal sottosuolo ad una temperatura di circa 39 °C. Queste acque sembrano particolarmente indicate nella cura di artriti, reumatismi, apparato digerente, eczemi e orticaria.